# Kulionys
Kulionys è un piccolo centro abitato del distretto di Molėtai della contea di Utena, nel nord-est della Lituania. Secondo il censimento del 2011, la popolazione ammonta a 34 abitanti.
La località è conosciuta nel Paese baltico principalmente per due motivi: ospita l'osservatorio astronomico di Molėtai e il Museo lituano di etnocosmologia.